# John Henry Hutton
John Henry Hutton (* 27. Juni 1885; † 23. Mai 1968) war ein britischer Ethnograph und Kolonialbeamter in Indien. Er diente als britischer Beamter bis 1938 in Bengalen und Assam. 
Als Standardwerk gilt sein mehrfach aufgelegtes Hauptwerk über das indische Kastenwesen. 
Hutton arbeitete in den Naga Hills (Assam) und verfasste wertvolle völkerkundliche Monographien über verschiedene Naga-Volksgruppen: Sema Naga (1921), Angami Naga (1921), Lhota Naga (1922) und Ao Naga (1926). 
Er arbeitete an der umfassenden indischen Volkszählung von 1931 mit, deren Bericht er 1933 veröffentlichte.
Er war einer der großen Sammler für das Pitt Rivers Museum in Oxford.

## Schriften
- Caste in India : its nature, function and origins. 4. ed. London [u. a.]: Oxford Univ. Pr. 1963 (zuerst 1946 erschienen) Digitalisat (3. A.)
- A primitive philosophy of life. Oxford: Clarendon Press 1938
- Census of India. 1933
- The Ao Nagas. London, 1926
- The Lhota Nagas: With an introduction and supplementary notes. London, 1922
- The Angami Nagas: With some notes on neighbouring tribes; with maps and ill. London: Macmillan 1921
- The Sema Nagas. London: Macmillan 1921